# Mike Jeffrey
Mike Jeffrey (* 6. April 1965 in Kamloops, British Columbia) ist ein ehemaliger kanadischer Eishockeytorwart. 
Jeffrey spielte auf der Position des Torhüters und wurde im Rahmen des NHL Supplemental Draft 1987 an der ersten Gesamtposition von den Boston Bruins ausgewählt. Zuvor hatte er in der Spielzeit 1983/84 in der British Columbia Junior Hockey League bei den Penticton Knights gespielt, ehe er ab 1984 drei Jahre für die Universitätsmannschaft der Northern Michigan University gespielt hatte. Nachdem er gedraftet worden war, spielte er noch ein weiteres Jahr an der Universität. Der Kanadier bestritt jedoch niemals ein Spiel in der National Hockey League, sondern absolvierte von 1988 bis 1990 57 Partien bei den Maine Mariners in der American Hockey League und 14 Partien für die Johnstown Chiefs in der East Coast Hockey League.